# Cedral (ort i Brasilien, São Paulo, Cedral)
Cedral är en ort i Brasilien.   Den ligger i kommunen Cedral och delstaten São Paulo, i den sydöstra delen av landet, 600 km söder om huvudstaden Brasília. Cedral ligger 582 meter över havet och antalet invånare är 7 972.
Terrängen runt Cedral är huvudsakligen platt. Cedral ligger uppe på en höjd. Runt Cedral är det ganska glesbefolkat, med 36 invånare per kvadratkilometer.. Närmaste större samhälle är São José do Rio Preto, 14,8 km nordväst om Cedral.
Omgivningarna runt Cedral är en mosaik av jordbruksmark och naturlig växtlighet.